# Paul Gauselmann

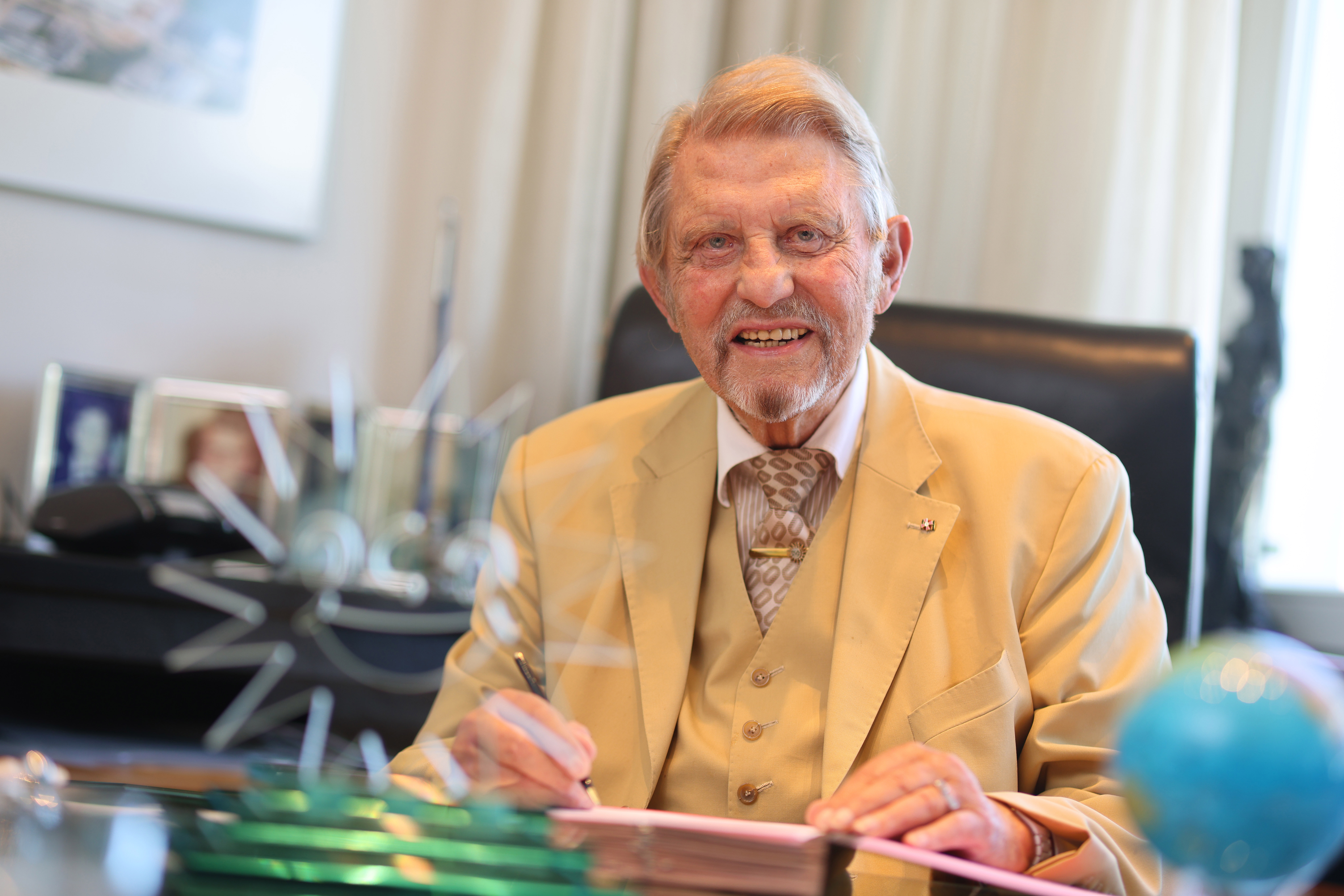
Paul Gauselmann (2022)

Paul Gauselmann (* 26. August 1934 in Borghorst) ist ein deutscher Unternehmer. Er war bis Ende September 2024 Vorstandssprecher der Merkur Group (bis 2023: Gauselmann Gruppe) und war von 1981 bis 2019 Vorsitzender des Verbandes der Deutschen Automatenindustrie e. V. (VDAI).
Gauselmann legte 1957 den Grundstein für die nach ihm benannte Gauselmann-Gruppe (heute: Merkur Group). Das in der ostwestfälischen Stadt Espelkamp im Kreis Minden-Lübbecke ansässige Unternehmen befasst sich unter anderem mit Spielautomaten, Sportwetten und Geldverarbeitungssystemen.

## Leben und Werk

### Kindheit und Jugend
Paul Gauselmann wurde am 26. August 1934 in der Bauernschaft Dumte im Ortsteil Borghorst in Steinfurt als fünfter Sohn des Heizers Heinrich Gauselmann und dessen Frau Maria (geborene Wegjan) geboren. Als Gauselmann zwei Jahre alt war, starb seine Mutter bei der Entbindung ihres sechsten Sohnes, der als Totgeburt zur Welt kam. Ab Anfang des Zweiten Weltkrieges lebte Paul Gauselmann mit seinem Onkel August und dessen Frau Toni in Münster. Nach den verheerenden Luftangriffen auf Münster durch die Alliierten suchten Gauselmann und seine Zieheltern ab 1943 Zuflucht in Gauselmanns Elternhaus in Dumte, wo sie bis Kriegsende gemeinsam mit seinen Brüdern und seinem Vater lebten. Nach dem Krieg besuchte Gauselmann die Volksschule Cappenberger-Damm-Schule, welche er 1950 als Jahrgangsbester verließ.

### Karrierebeginn und Selbstständigkeit
Nach Abschluss der Schule erlernte Gauselmann von 1950 bis 1953 den Beruf des Fernmelderevisors bei der Telefonbau und Normalzeit (T&N) in Münster. Auch nach seinem Abschluss war er weiterhin bei T&N angestellt.
Am 12. März 1956 wechselte er als Servicetechniker zum Generalimporteur für amerikanische Wurlitzer-Musikboxen nach Coesfeld. Während dieser Zeit entwickelte Gauselmann seine erste patentierte Erfindung: eine Fernwählscheibe mit Geldeinschub für Musikboxen, die es Gästen ermöglichte, direkt vom Tisch aus Musik wählen zu können. Diese Erfindung stellte Gauselmann mehreren deutschen Musikboxherstellern vor, unter anderem der Firma Harting in Espelkamp. Hier nahm er zum 1. Dezember 1956 eine Stelle als Entwicklungstechniker an. Für Harting konstruierte Gauselmann elektronische Musik- und später auch Zigarettenautomaten, bis er 1960 zum Leiter der Entwicklungsabteilung befördert wurde.
Bereits 1957 begann Gauselmann als Selbstständiger, Musikautomaten von Harting in Gaststätten aufzustellen. Er engagierte kurze Zeit später seinen Bruder Willi, welchem er eine 45%ige Teilhaberschaft des Unternehmens übertrug. Willi war für den Transport der Geräte, das Austauschen der Schallplatten und das Kassieren zuständig, während Paul sich um die Technik und ums Geschäftliche kümmerte. Mit Eugen trat 1962 der zweite Bruder Gauselmanns in seinen Betrieb ein. Das Unternehmen firmierte fortan unter dem Namen Gebrüder Gauselmann. 1964 endete Gauselmanns Angestelltenverhältnis mit Harting und er machte sich mit 15 Angestellten vollends selbstständig. Das Geschäftsmodell war das Aufstellen von aus den Vereinigten Staaten importierten Musikautomaten in Gaststätten.

### Einstieg in das Glücksspiel

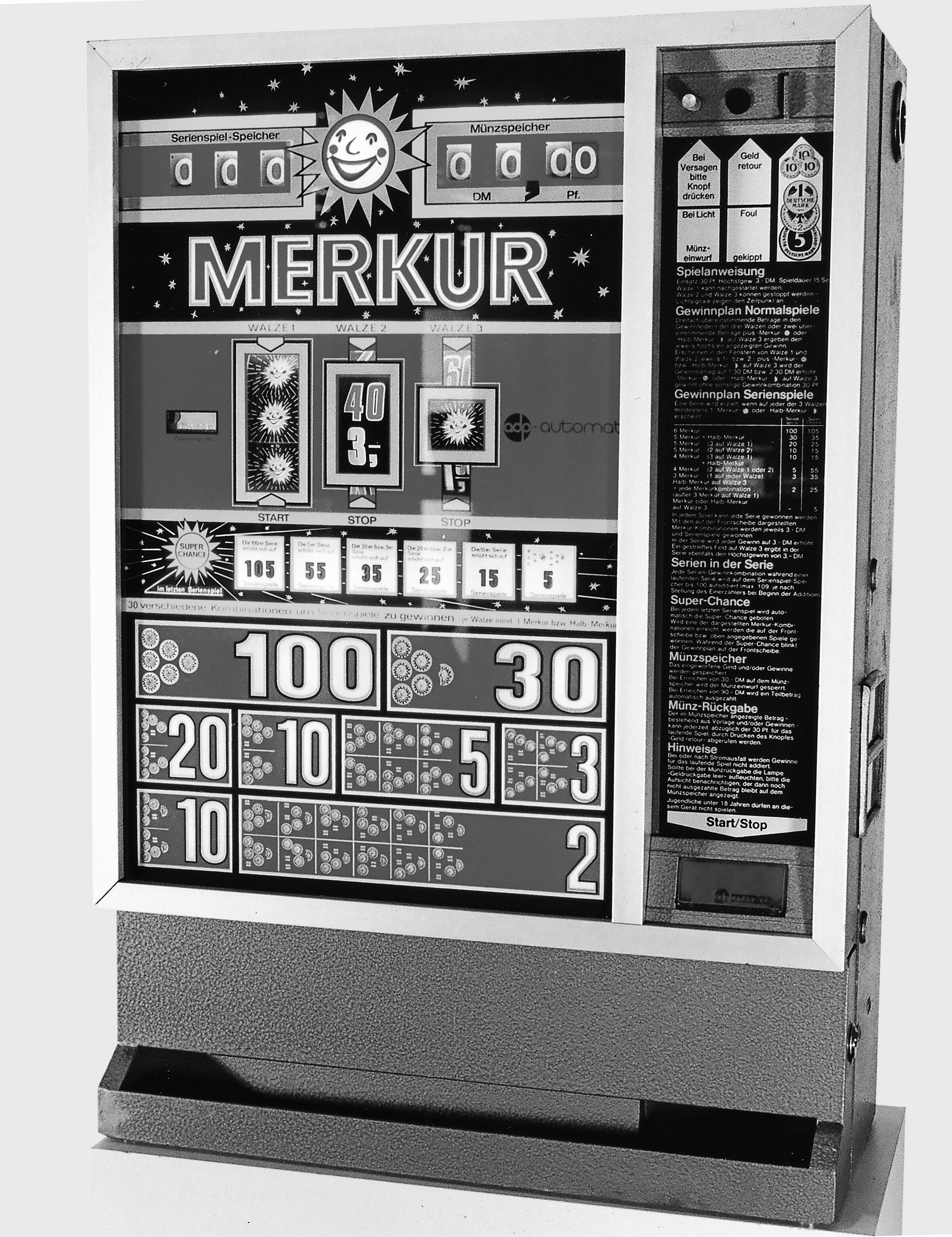
Mit dem „Merkur B“ kam 1977 der erste eigene Gauselmann-Spielautomat auf den Markt.

Gauselmanns erster Versuch, gemeinsam mit einem alten Automatenaufsteller in Osnabrück in das Glücksspiel einzusteigen, scheiterte. 1969 wollte er abermals eine eigene Spielhalle in der Eichendorffstraße in Espelkamp eröffnen, wozu es jedoch ebenfalls nicht kam. 1970 gründete er das Unternehmen Gauselmann Großhandel, das Automaten von Fremdherstellern vertrieb. Nachdem es 1972 zu einem Lieferboykott eines Automatenherstellers gekommen war, begann Gauselmann, zusammen mit Friedel Horstmann eigene Spielautomaten zu entwickeln. 1972 gründete Gauselmann die adp Gauselmann GmbH und begann mit der Entwicklung eines eigenen Spielautomaten. 1974 eröffnete er schließlich in Delmenhorst seine erste Spielothek mit dem Namen Casino Merkur-Spielothek. Aufgrund der geltenden Vorschriften, dass nicht mehr als zwei Geräte in einer Spielstätte aufgestellt werden dürfen, zog Gauselmann zwei Wände durch seine Spielhalle, um sie in drei Räumlichkeiten aufzuteilen und somit insgesamt sechs Automaten aufstellen zu dürfen.
Mit dem „Merkur B“ kam 1977 das erste eigene Gauselmann-Geldgewinnspielgerät auf den Markt. Im selben Jahr ließ Gauselmann in Lübbecke die erste eigene Produktionsstätte für Spielautomaten errichten. Bis Mitte der 1980er-Jahre erreichte der Merkur B in Deutschland einen Marktanteil von mehr als 50 %. Im Jahr 1984 kam der „Merkur Disc“ auf den Markt, der sich in Deutschland über 40.000 Mal verkaufte. Sukzessive baute er seine Produktionskapazitäten in Lübbecke weiter aus, kaufte neues Land und errichtete neue Produktionshallen.

### Konzernexpansion
Seit 1986 ist das Unternehmen von Paul Gauselmann auch außerhalb Deutschlands unter der Marke Merkur aktiv. Im Rahmen der deutschen Wiedervereinigung 1989 expandierte Gauselmann als erstes Unternehmen der Branche auch in die neuen Bundesländer, so war er bereits im April 1990 mit Spielotheken in Leipzig aktiv. Ab 1993 versuchte Gauselmann gemeinsam mit seinem Sohn Michael in weitere Staaten zu expandieren. Nach dreijährigen Versuchen erhielt er am 3. Juni 1998 als erster europäischer Hersteller die Genehmigung zur Lieferung von Glücksspielautomaten an die Casinos im US-Bundesstaat Nevada, in welchem auch Las Vegas liegt.

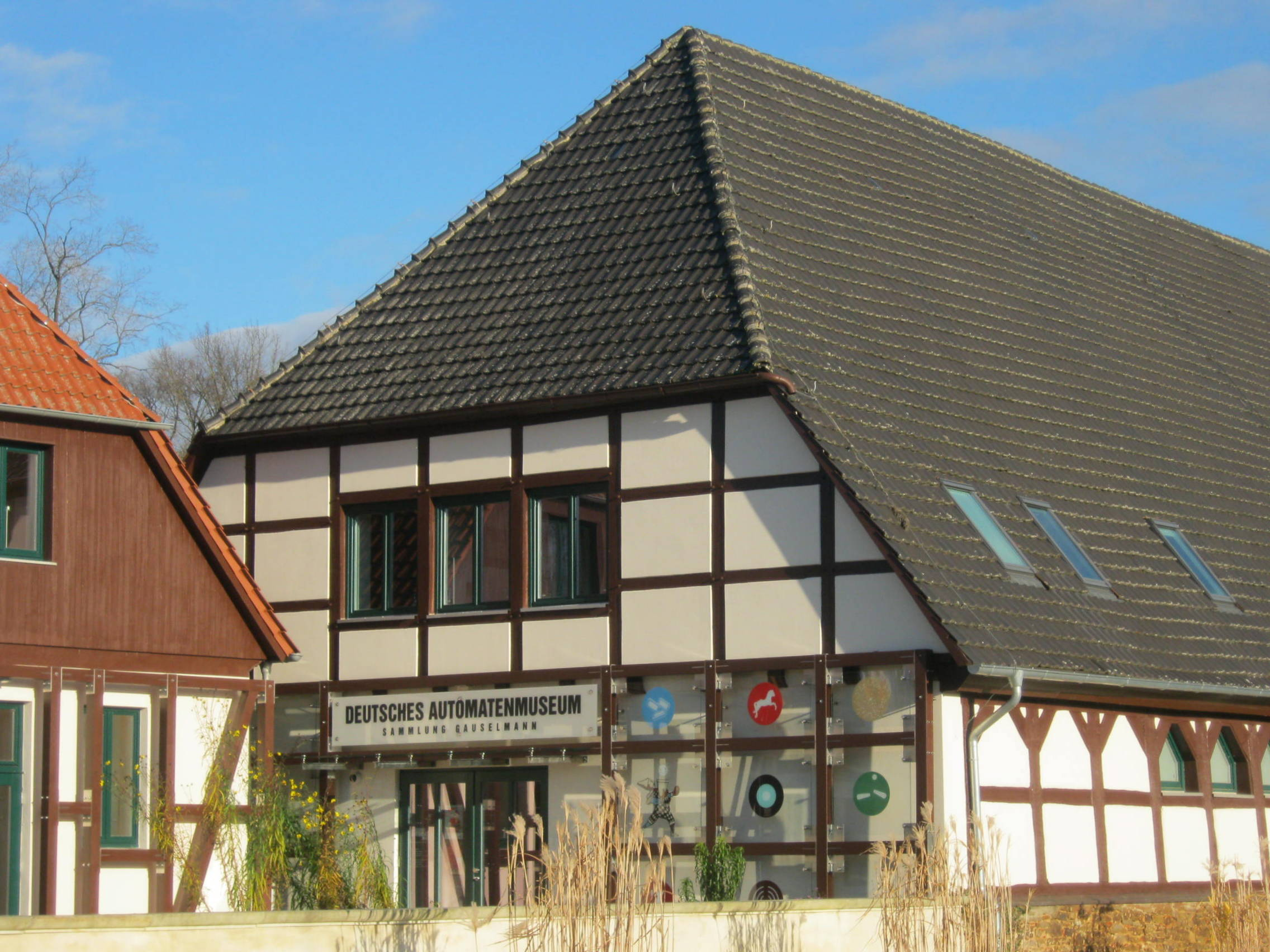
Das Deutsche Automatenmuseum auf Schloss Benkhausen wurde von Gauselmann ins Leben gerufen.

2010 erwarb Gauselmann das fünfhundert Jahre alte Schloss Benkhausen auf der Gemeindefläche der Stadt Espelkamp und baute es zum Schulungszentrum für seinen Konzern um. Gemeinsam mit seinem Sohn Armin errichtete er in der ehemaligen Scheune des Schlosses das Deutsche Automatenmuseum mit 1800 Exponaten von 1888 bis heute, von denen in wechselnden Ausstellungen etwa 200 Stück im Museum ausgestellt werden. Die Sammlung wurde in den 1980er-Jahren durch Gauselmanns Sohn Michael gestartet und 1999 maßgeblich erweitert, als Paul Gauselmann von seinem angeschlagenen Konkurrenten Löwen-Automaten dessen private Sammlung für zwei Millionen Euro übernahm. Später erwarb er große Teile der Sammlung des Franzosen Jean Claude Baudot und ergänzte seine Kollektion so auch um die berühmten Slotmaschinen von Charles August Fey.
Seit dem 1. Januar 2016 agiert die Merkur Group unter dem Dach der Gauselmann-Familienstiftung. Die Gauselmann-Familienstiftung trifft als Alleingesellschafterin der Merkur Group grundlegende strategische Entscheidungen. Stiftungsbeirat und Stiftungsvorstand der Gauselmann-Familienstiftung bestehen mehrheitlich aus Familienmitgliedern, so sind in ihnen drei der Söhne Gauselmanns (Michael, Armin, und Karsten), sowie die zwei Töchter von Peter Gauselmann vertreten.
Mit Inkrafttreten des Glücksspielstaatsvertrags 2021 und der weitgehenden Legalisierung des Online-Glücksspiels in Deutschland bekam Gauselmann mit seinem Unternehmen die erste Erlaubnis zum Betrieb virtueller Automatenspiele. Im selben Jahr übernahm er mit seinem Konzern die vier, vorher landeseigenen, Casinos von WestSpiel in Nordrhein-Westfalen.
Bis 2017 hatte Gauselmann über 300 seiner Erfindungen patentieren lassen. Sein Unternehmen stellt jährlich rund 50.000 Spielautomaten her und ist der größte Spielhallenbetreiber Deutschlands. Gauselmann ist unter dem Spitznamen „deutscher Automatenkönig“ bekannt.
Am 27. September 2024 gab die Merkur Group bekannt, dass Gauselmann zum Ende des Monats von seinen Funktionen innerhalb des Konzerns und der Stiftung zurücktritt. Den Vorstandsvorsitz übernimmt Lars Felderhoff, den Vorsitz im Aufsichtsrat und Stiftungsvorstand sein Sohn Michael.

## Privatleben

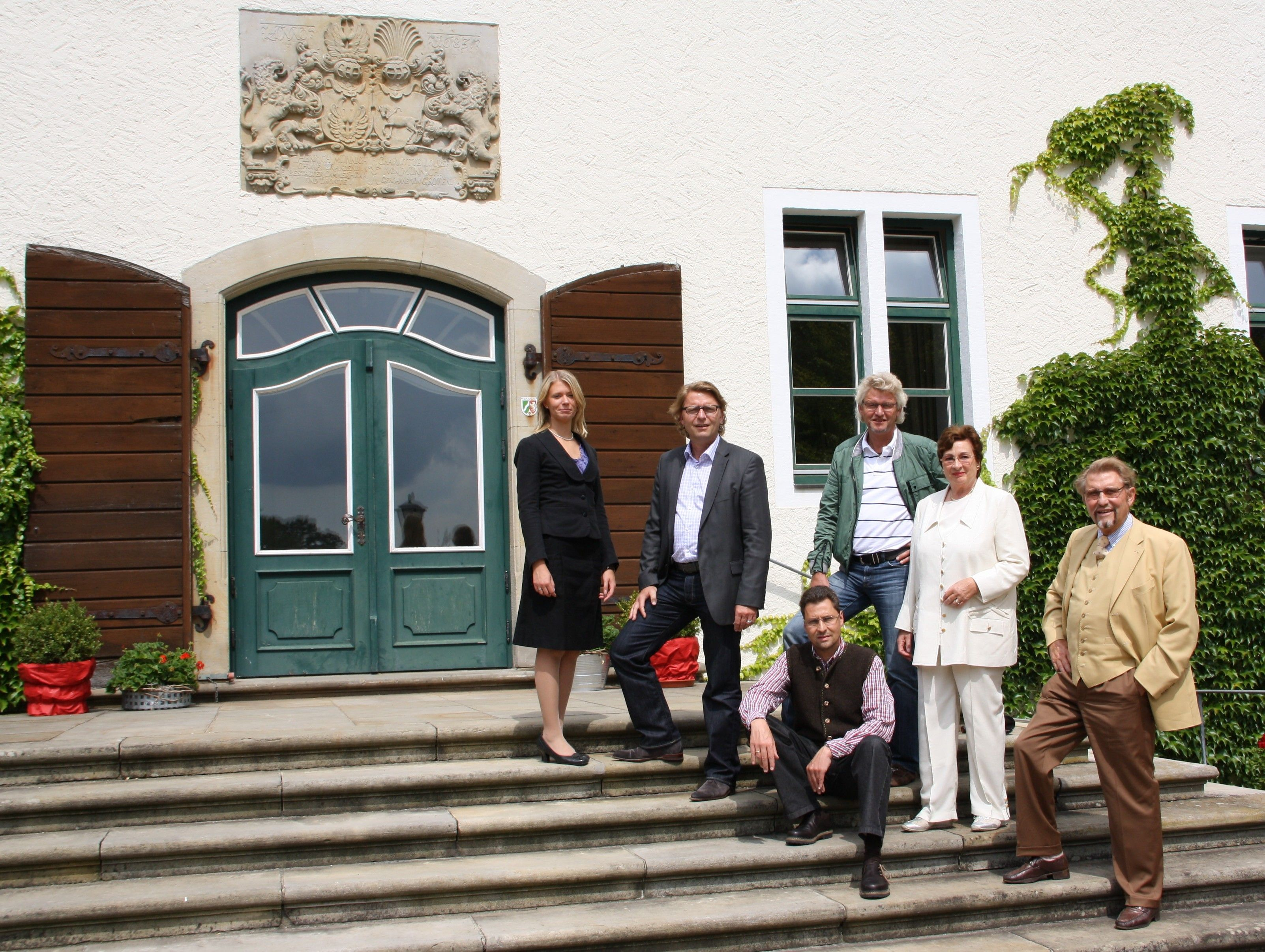
V. l. n. r.: Enkeltochter Sonja, die Söhne Armin, Michael und Karsten (sitzend) sowie das Ehepaar Karin und Paul Gauselmann vor dem Schloss Benkhausen (2012).

Gauselmann war von 1954 bis 1965 mit seiner ersten Frau Elisabeth verheiratet, welche verstarb. Die erste Ehe brachte die drei Söhne Peter (* 1954), Michael (* 1955) und Armin (* 1962) hervor. Seit 1967 ist er in zweiter Ehe mit Karin Bahlow verheiratet, mit welcher er einen Sohn, Karsten (* 1969), hat. Karin Gauselmann steht dem Kuratorium der Gauselmann-Stiftung vor und war bis zum 31. Juli 2008 Mitglied des Aufsichtsrates der Gauselmann AG.
Von Gauselmanns vier Söhnen waren bereits alle im väterlichen Unternehmen tätig. Der älteste Sohn, Peter, war als Diplominformatiker 15 Jahre lang am Aufbau der EDV des Konzerns beteiligt. 1991 zog er sich aus dem Unternehmen zurück und zog nach Unna. Peter Gauselmanns Töchter Janika und Sonja sind hingegen weiterhin als Mitglieder des Aufsichtsrates bzw. des Stiftungsbeirates der Familienstiftung im Unternehmen aktiv. Michael Gauselmann wollte 2005 die Firma übernehmen, Paul Gauselmann lehnte dies jedoch ab, was dazu führte, dass auch Michael aus dem operativen Geschäft ausschied. Armin Gauselmann war bis 2024 als einziger der vier Söhne im Vorstand der Gauselmann-Gruppe als stellvertretender Sprecher aktiv, Karsten Gauselmann hingegen ist Mitglied des Aufsichtsrates. Seit dem Rücktritt Gauselmanns wurde sein Sohn Michael Vorsitzender des Aufsichtsrates und des Stiftungsvorstandes. 
Gauselmann spielt Tennis und ist Mitglied des TV Espelkamp-Mittwald. Mit seinem Team wurde er 2010 Deutscher Mannschaftsmeister in der Altersklasse 65+.

## Engagement
1966 trat Gauselmann in den Vorstand des Deutschen Automatenverbands (DAV) ein, zu dessen Vorsitzenden er 1970 gewählt wurde. 1979 wurde er in den Vorstand des Verbandes der Deutschen Automatenindustrie (VDAI) gewählt. Von 1981 bis 2019 war er auch dessen Vorsitzender.
Zu seinem 65. Geburtstag rief Paul Gauselmann die Gauselmann-Stiftung mit einer Million DM Grundkapital ins Leben. Stiftungszweck ist die Förderung von sozialen und kulturellen Projekten im Kreis Minden-Lübbecke. 2015 wurde die Stiftung anlässlich des 80. Geburtstags von Paul Gauselmanns Ehefrau Karin Gauselmann in die Paul und Karin Gauselmann Stiftung umbenannt und das Stiftungskapital in diesem Zuge von fünf auf zehn Millionen Euro erhöht. Durch Zustiftung verfügt sie (Stand: 2020) über ein Stiftungskapital von 16,2 Millionen Euro. Geleitet wird die Stiftung heute von Karin und Sohn Armin Gauselmann.
2019 spendete Gauselmann mit der Aktion „Bäume fürs Leben“ zu seinem 85. Geburtstag 85.000 Laubbäume in ganz Deutschland, um ein Zeichen zu setzen im Kampf gegen den Klimawandel.
Er unterstützt einige Organisationen, darunter:
- TuS-N-Lübbecke (Handball-Bundesliga)[39]
- Stiftung Deutsche Schlaganfall-Hilfe[40]
- TV Espelkamp (Tennisverein - Deutsche Tennis-Bundesliga)[41]
- Erhalt des Kaiser-Wilhelm-Denkmals[42]

## Ehrungen
Für sein Engagement sowie für seine Verdienste um die deutsche Automatenwirtschaft wurde Paul Gauselmann am 1. Juni 1993 das Bundesverdienstkreuz am Bande verliehen. Am 15. Mai 2003 wurde er auf Vorschlag des damaligen nordrhein-westfälischen Ministerpräsidenten Wolfgang Clement im Zuge der Höherstufung mit dem Verdienstkreuz 1. Klasse des Verdienstordens der Bundesrepublik Deutschland durch den damaligen Bundespräsidenten Johannes Rau ausgezeichnet. Darüber hinaus haben die Städte Espelkamp und Lübbecke Paul Gauselmann anlässlich seines 70. Geburtstages jeweils die Ehrenbürgerwürde verliehen. Zum 80. Geburtstag wurden in beiden Städten jeweils eine Straße nach ihm benannt.

## Kontroversen

### Parteispenden
Im Jahr 2011 wurden durch einen Bericht der Süddeutschen Zeitung Parteispenden von Paul Gauselmann und seinem Umfeld bekannt. Er und seine Mitarbeiter hätten Bundestagsabgeordneten aus allen Parteien Spenden unter der Deklarierungshöhe des Deutschen Bundestages zukommen lassen.

„Die Summen, die derart zusammenkommen, liegen in der Regel deutlich über 50.000 Euro im Jahr, tauchen aber in keinem Rechenschaftsbericht der Parteien auf, obwohl Spenden über zehntausend Euro wegen der gebotenen Transparenz veröffentlichungspflichtig sind.“

So sollen seit 1990 über eine Million Euro an Parteispenden geflossen sein.
Paul Gauselmann nahm dazu in einer Presseerklärung wie folgt Stellung:

„In der Berichterstattung der Süddeutschen Zeitung wird der Eindruck erweckt, als hätten das Unternehmen und seine leitenden Mitarbeiter mit Millionenbeträgen versucht, über den Weg der Parteispenden Einfluss auf die Politik zu nehmen. Die Realität sieht anders aus. Im Jahre 2010 haben die Unternehmerfamilie und die leitenden Mitarbeiter insgesamt einen Betrag von rund 80.000 Euro gespendet – und zwar in 26 Einzelbeträgen, verteilt auf die CDU/CSU, die SPD, die FDP und die Grünen. Der behauptete Millionenbetrag ergibt sich nur, wenn man alle Spenden aus den letzten zwei Jahrzehnten zusammenrechnet. Allein schon, wenn man die Höhe der Spenden im Einzelnen betrachtet, wird deutlich, dass die Spenden nicht geeignet waren, politischen Einfluss zu nehmen. Bei den Spenden handelte es sich um positive Gesten, mit denen gesellschaftspolitisches Engagement verdeutlicht werden sollte. Mehr nicht. Die Parteispenden der letzten zwanzig Jahre entsprechen in der Summe dem, was die Unternehmensgruppe Gauselmann Jahr für Jahr für ihr kulturelles und soziales Engagement ausgibt.“

Die Staatsanwaltschaft Bielefeld stellte nach einer Hausdurchsuchung bei Gauselmann im April 2011 das Verfahren wegen des Verdachts verdeckter Parteispenden ein.
Der schleswig-holsteinische Landtagsabgeordnete Patrick Breyer (Piratenpartei) erhob im Januar 2013 im Landtag den Vorwurf, „dass die Automatenindustrie – namentlich um Herrn Gauselmann – seit Jahren Politiker aller etablierten Parteien mit Großspenden schmiert, FDP-Parteitage sponsert und sich sogar an FDP-Tochterunternehmen beteiligt haben soll.“ Er wurde mit Bezug auf Gauselmanns Persönlichkeitsrechte aufgefordert, dieses Redezitat von seiner Internet-Homepage zu löschen. Breyer ist dem bis September 2013 nicht nachgekommen.

### Steuervermeidung
Im Zuge der Paradise Papers kam der Verdacht auf, dass Gauselmann über rechtliche Graubereiche Steuern vermeidet.

## Belege
1. 1 2 3  Barbara Dickmann: Der Spielemacher: Paul Gauselmann, die Biographie. Econ, Berlin 2017, ISBN 978-3-430-20246-6, S. 24–25.
2. ↑  Barbara Dickmann: Der Spielemacher: Paul Gauselmann, die Biographie. Econ, Berlin 2017, ISBN 978-3-430-20246-6, S. 183.
3. ↑  Jannik Deters: Paul Gauselmann: Der Chef der Gauselmann AG erzählt von seiner Karriere. In: WirtschaftsWoche. 27. November 2022, abgerufen am 22. Februar 2023.
4. ↑  Barbara Dickmann: Der Spielemacher: Paul Gauselmann, die Biographie. Econ, Berlin 2017, ISBN 978-3-430-20246-6, S. 53.
5. 1 2 3 4 5  Presseportal: 75 Jahre Paul Gauselmann: Deutschlands Automaten Urgestein feiert am 26. August Geburtstag veröffentlicht am 24. August 2008, abgerufen am 12. August 2013.
6. ↑  Barbara Dickmann: Der Spielemacher: Paul Gauselmann, die Biographie. Econ, Berlin 2017, ISBN 978-3-430-20246-6, S. 70.
7. 1 2 3  Barbara Dickmann: Der Spielemacher: Paul Gauselmann, die Biographie. Econ, Berlin 2017, ISBN 978-3-430-20246-6, S. 74–76.
8. 1 2 3 4 5  Tagesspiegel (Hrsg.): 1957 - 2017: 60 Jahre Gauselmann Gruppe / Vom Feierabend-Unternehmer in 60 Jahren zum Branchenprimus, 13. Juni 2017, abgerufen am 12. September 2022
9. ↑  Barbara Dickmann: Der Spielemacher: Paul Gauselmann, die Biographie. Econ, Berlin 2017, ISBN 978-3-430-20246-6, S. 78–79.
10. 1 2  Barbara Dickmann: Der Spielemacher: Paul Gauselmann, die Biographie. Econ, Berlin 2017, ISBN 978-3-430-20246-6, S. 81.
11. 1 2 3 4  Barbara Dickmann: Der Spielemacher: Paul Gauselmann, die Biographie. Econ, Berlin 2017, ISBN 978-3-430-20246-6, S. 85–88.
12. 1 2 3  Barbara Dickmann: Der Spielemacher: Paul Gauselmann, die Biographie. Econ, Berlin 2017, ISBN 978-3-430-20246-6, S. 104–106.
13. ↑  Florian Langenscheidt, Peter May (Hrsg.): Lexikon der deutschen Familienunternehmen. 3. Auflage, Springer Gabler, Wiesbaden 2020, ISBN 978-3-658-31846-8, S. 265.
14. 1 2 3  Barbara Dickmann: Der Spielemacher: Paul Gauselmann, die Biographie. Econ, Berlin 2017, ISBN 978-3-430-20246-6, S. 113–115.
15. ↑  Tagesspiegel (Hrsg.): 1957 - 2017: 60 Jahre Gauselmann Gruppe / Vom Feierabend-Unternehmer in 60 Jahren zum Branchenprimus, 13. Juni 2017, abgerufen am 12. September 2022
16. 1 2  Barbara Dickmann: Der Spielemacher: Paul Gauselmann, die Biographie. Econ, Berlin 2017, ISBN 978-3-430-20246-6, S. 172–173.
17. 1 2 3 4 5  Barbara Dickmann: Der Spielemacher: Paul Gauselmann, die Biographie. Econ, Berlin 2017, ISBN 978-3-430-20246-6, S. 202–205.
18. 1 2  Barbara Dickmann: Der Spielemacher: Paul Gauselmann, die Biographie. Econ, Berlin 2017, ISBN 978-3-430-20246-6, S. 261–262.
19. ↑  Andrea Frühauf: Paul Gauselmann bleibt an der Spitze. Zeitungsverlag Neue Westfälische GmbH & Co. KG, 20. Dezember 2015, abgerufen am 2. Juni 2016.
20. ↑  Merkur Casino: Wie die Gauselmann-Gruppe Marktführer werden möchte. In: Digitalfernsehen.de. 3. Februar 2023, abgerufen am 2. März 2023.
21. 1 2  Jan Diesteldorf: Die Wildwest-Ära beim Online-Glücksspiel ist vorbei. In: Süddeutsche Zeitung. 30. Juni 2022, abgerufen am 2. März 2023.
22. ↑  WestSpiel Casinos in NRW bekommen neuen Besitzer. In: Die Welt. 30. Juli 2021, abgerufen am 25. April 2023.
23. ↑  Germany's Manufacturing Sector Mints Two New Billionaire Family Fortunes. In: forbes.com. 4. November 2014, abgerufen am 24. November 2022.
24. ↑  Paul Gauselmann: Deutschlands "Automatenkönig" besitzt gigantisches Imperium. In: Focus Online. 21. August 2019, abgerufen am 16. Februar 2023.
25. ↑  Philipp Eckstein und Jan Lukas Strozyk: Der Offshore-Automatenkönig. In: Tagesschau. 6. November 2017, abgerufen am 16. Februar 2023.
26. ↑  Generationswechsel bei der Merkur Group | MERKUR GROUP. Abgerufen am 7. Oktober 2024.
27. 1 2  Barbara Dickmann: Der Spielemacher: Paul Gauselmann, die Biographie. Econ, Berlin 2017, ISBN 978-3-430-20246-6, S. 228–230.
28. ↑  Barbara Dickmann: Der Spielemacher: Paul Gauselmann, die Biographie. Econ, Berlin 2017, ISBN 978-3-430-20246-6, S. 176.
29. ↑  Geschäftsbericht der Gauselmann Gruppe 2014. (PDF) Gauselmann AG, archiviert vom Original (nicht mehr online verfügbar) am 12. Mai 2016; abgerufen am 2. Juni 2016.  Info: Der Archivlink wurde automatisch eingesetzt und noch nicht geprüft. Bitte prüfe Original- und Archivlink gemäß Anleitung und entferne dann diesen Hinweis.
30. ↑  Hans-Günther Meyer: Triumph für Paul Gauselmanns Tennis-Team. In: Neue Westfälische. 6. September 2010, abgerufen am 22. Februar 2023.
31. 1 2  Barbara Dickmann: Der Spielemacher: Paul Gauselmann, die Biographie. Econ, Berlin 2017, ISBN 978-3-430-20246-6, S. 92–93.
32. ↑  Rückzug nach 38 Jahren, Westfalen-Blatt, 26. September 2019, abgerufen am 5. Juni 2020.
33. ↑  Homepage der Gauselmann-Gruppe über die Gauselmann-Stiftung. Abgerufen am 18. November 2019
34. ↑  Karsten Schulz: Eine Frau in vielen Rollen. In: Espelkamp. Abgerufen am 25. Mai 2016.
35. ↑  Sarah Bautz: Paul Gauselmann und seine Stiftung: Drei Generationen am Werk. In: wir. 6. November 2020, abgerufen am 25. April 2023.
36. ↑  Barbara Dickmann: Der Spielemacher: Paul Gauselmann, die Biographie. Econ, Berlin 2017, ISBN 978-3-430-20246-6, S. 186.
37. ↑  Gauselmann AG: Paul Gauselmann stiftet 85.000 Bäume gegen den Klimawandel. 24. August 2019, abgerufen am 19. Juli 2020.
38. ↑  Ralph Schippersund: 10 000 Bäume für den Buchenberg. In: Westfälische Nachrichten. 4. November 2021, abgerufen am 22. Februar 2023.
39. ↑  Neuer Beirat der TuS N-Lübbecke GmbH nimmt offiziell die Arbeit auf. In: tus-n-luebbecke.de. Abgerufen am 28. November 2022.
40. ↑  Paul Gauselmann erhält hohe Auszeichnung der Bundesrepublik Deutschland Verdienstkreuz 1. Klasse durch den Bundespräsidenten verliehen. In: presseportal.de. 15. Mai 2003, abgerufen am 28. November 2022.
41. ↑  Die gute Idee des Paul Gauselmann. In: nw.de. 31. August 2018, abgerufen am 28. November 2022.
42. ↑  Paul Gauselmann wird 70 Jahre. In: presseportal.de. 23. August 2004, abgerufen am 28. November 2022.
43. 1 2  Barbara Dickmann: Der Spielemacher: Paul Gauselmann, die Biographie. Econ, Berlin 2017, ISBN 978-3-430-20246-6, S. 168–171.
44. ↑  Kreiszeitung: Unternehmer Paul Gauselmann feiert mit 300 Gästen auf Schloss Benkhausen / Zwei Straßen werden umbenannt. Ausgabe vom 30. August 2014, abgerufen am 21. Oktober 2014
45. ↑  Clever, sehr clever! Zu clever? auf sueddeutsche.de, abgerufen am 12. August 2013.
46. ↑  Glücksspielkonzern: Union prüft dubiose Spenden von Spielhallen Betreiber. In: Der Spiegel. 18. Februar 2011, abgerufen am 12. August 2013.
47. ↑  gauselmann.de
48. ↑  Spielhallenbetreiber Gauselmann von Betrugsverdacht entlastet. In: Die Zeit—Website, 13. April 2011, abgerufen am 12. August 2013.
49. ↑  Piraten-Politiker contra Glücksspielunternehmer, Heise online. Abgerufen am 5. August 2013.
50. ↑  Ganz schön abgezockt. Süddeutsche Zeitung GmbH, 5. November 2017, abgerufen am 8. November 2017.

| Personendaten    | Personendaten         |
| ---------------- | --------------------- |
| NAME             | Gauselmann, Paul      |
| KURZBESCHREIBUNG | deutscher Unternehmer |
| GEBURTSDATUM     | 26. August 1934       |
| GEBURTSORT       | Borghorst             |